# Zai AG
Die Zai AG ist ein Unternehmen aus dem schweizerischen Kanton Graubünden, das Ski herstellt. Typisch für Zai-Ski ist ein Kern aus Gneis. Der Name «Zai» stammt aus dem Rätoromanischen und bedeutet «zäh».

## Geschichte
Gegründet wurde Zai im Jahr 2003. Im ersten Jahr wurden 200 Prototypen gebaut und verschiedene Materialkombinationen getestet. Im Jahr 2004 wurden die ersten Ski-Modelle von Zai verkauft, bei denen statt des üblichen Titanals das Material Dyneema verwendet wurde.

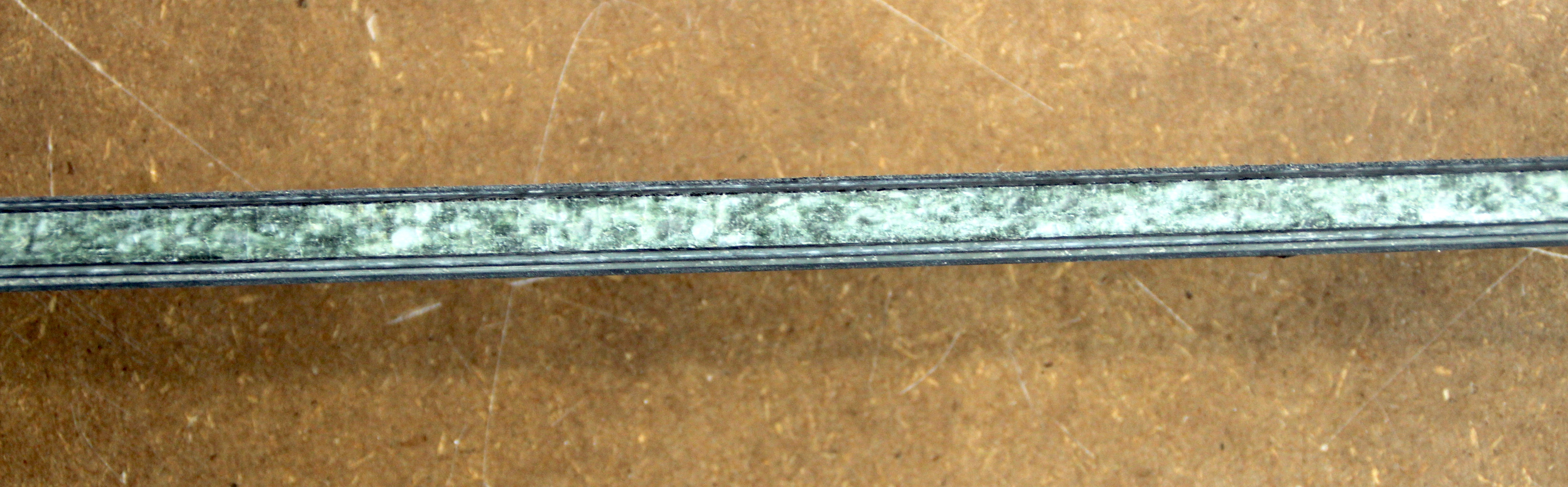
Längsschnitt durch einen «spada»

2006 entstand der «Zai spada» (= Schwert) mit einem Kern aus Gneis, der von einem Mantel von  Carbonfaser umgeben ist. Der Ski wurde in Zusammenarbeit mit dem Münchner Unternehmen «TechnoCarbon Technologies» entwickelt, unter Verwendung des Materialverbunds CFS (CarbonFaserStein), der von TechnoCarbon entwickelt wurde und in deren Produktion eingesetzt wird. Der Stein wird in diesem Verfahren unter Vorspannung gesetzt, um eine bestimmte Flexibilität zu erreichen. Idee und Verfahren wurden von TechnoCarbon patentiert.
Ab 2008 arbeitete Zai mit der schweizerischen Uhrenmarke Hublot zusammen, um einen Ski mit einer Oberfläche aus vulkanisiertem Naturkautschuk zu entwickeln.

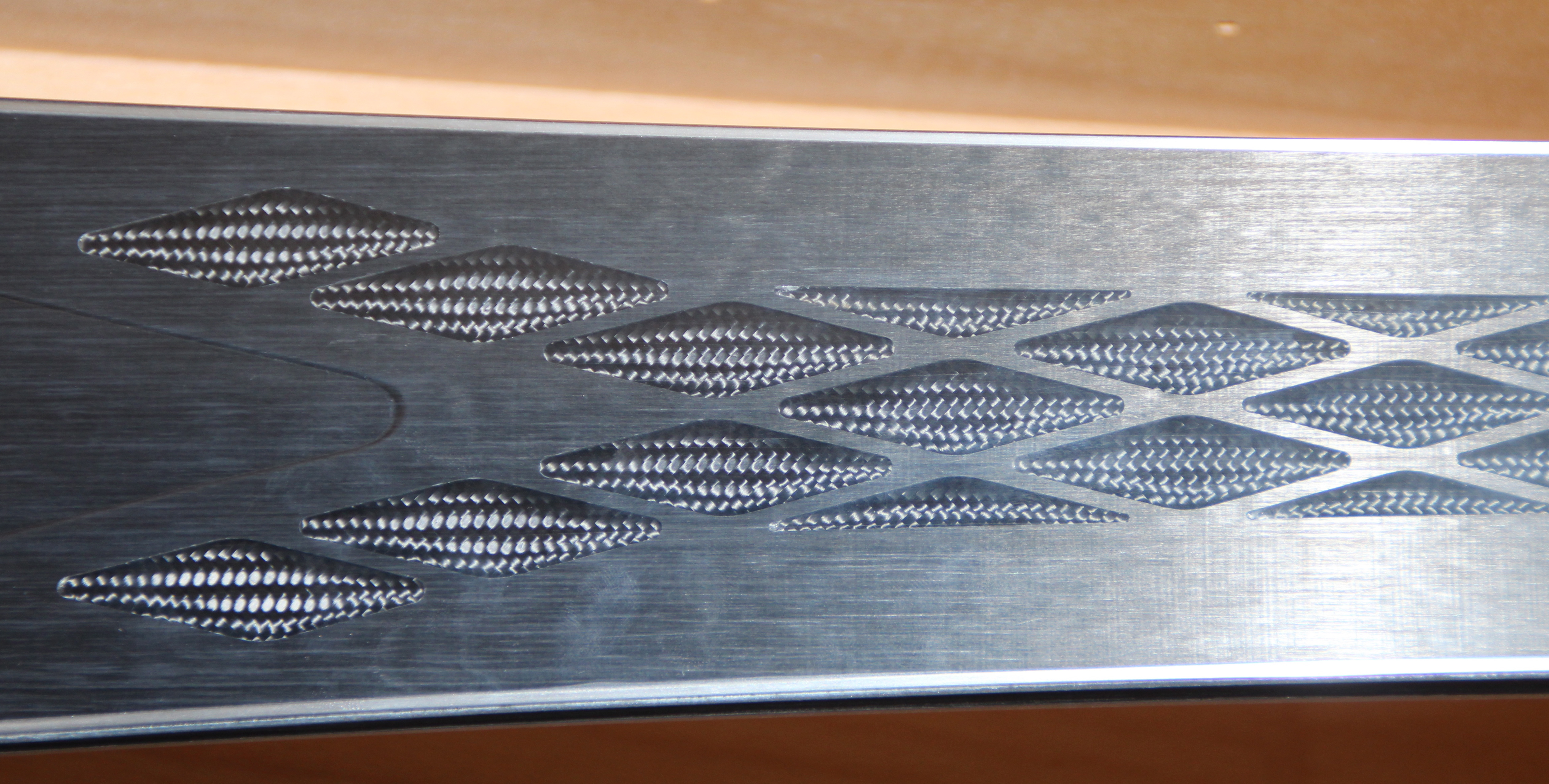
Karbonfasern auf der Oberfläche eines «Bentley»

Im Sommer 2009 wurde der Oekonom und Financial Researcher Benedikt Germanier CEO von Zai. Zusammen mit dem englischen Autobauer Bentley entwickelte Zai Technologien, die in Ski-Modellen eingesetzt wurden. Der neue Verbundstoff «Zaiìra» aus Carbonfasern wurde eingeführt, mit dem Ziel, die Fahrleistung zu verbessern und das Gewicht zu reduzieren. Ein 1,7 Meter langer Bentley-Zai wiegt 1,550 Kilogramm.
2010 produzierte Zai erstmals den «Nezza» (= Klinge) mit Längsschlitzen. Der Ski wird aus einem Block verbundener Carbonfasern gefräst. Bei den Alpinen Ski-Weltmeisterschaften  2011, 2013 und 2015 war Zai offizieller Ausrüster.
Zai meldete die für Freeride-Ski neu entwickelte Spitzengeometrie DT (double tip) zum Patent an. Durch die geringere Fläche an der Spitze soll sich der Ski leichter drehen. In einem weiteren – bereits erteilten – Patent geht es um eine neuartige Skitechnologie, bei der die beiden Skier eine leicht gegeneinander verwundene Lauffläche aufweisen.
Seit 2016 ist Zai Vertragspartner von Moncler, seit 2018 von Saint Laurent. Für beide Marken kreiert Zai eigene Skikollektionen.
Seit 2017 werden Zai-Ski in Vicosoprano im bündnerischen Bergell in Zusammenarbeit mit den lokalen Handwerkern gefertigt. Das Zai-Atelier in Vicosoprano entstand aus dem Joint Venture mit dem italienischen Unternehmen.
2019 wurde der Zai Stone lanciert, der weltweit erste Ski aus Stein. Seit 2007 verwendet Zai Stein als Material in seinen Skiern. Beim Modell Zai Stone wurde der Stein bis zur Oberfläche des Skis integriert. Durch den Verbund mit dem Trägermaterial erhält der Schiefer bestimmte mechanische Eigenschaften, die eine bessere Drehfreudigkeit, Laufruhe und Griffigkeit des Skis unterstützen sollen.
Im 2019 gegründeten Zai Lab in Spreitenbach bei Zürich arbeitet Zai zusammen mit Ingenieuren der HSR Hochschule für Technik Rapperswil und dem  Hightech Zentrum Aarau an neuen Werkstoffen und Formen.

Benedikt Germanier, CEO zai AG
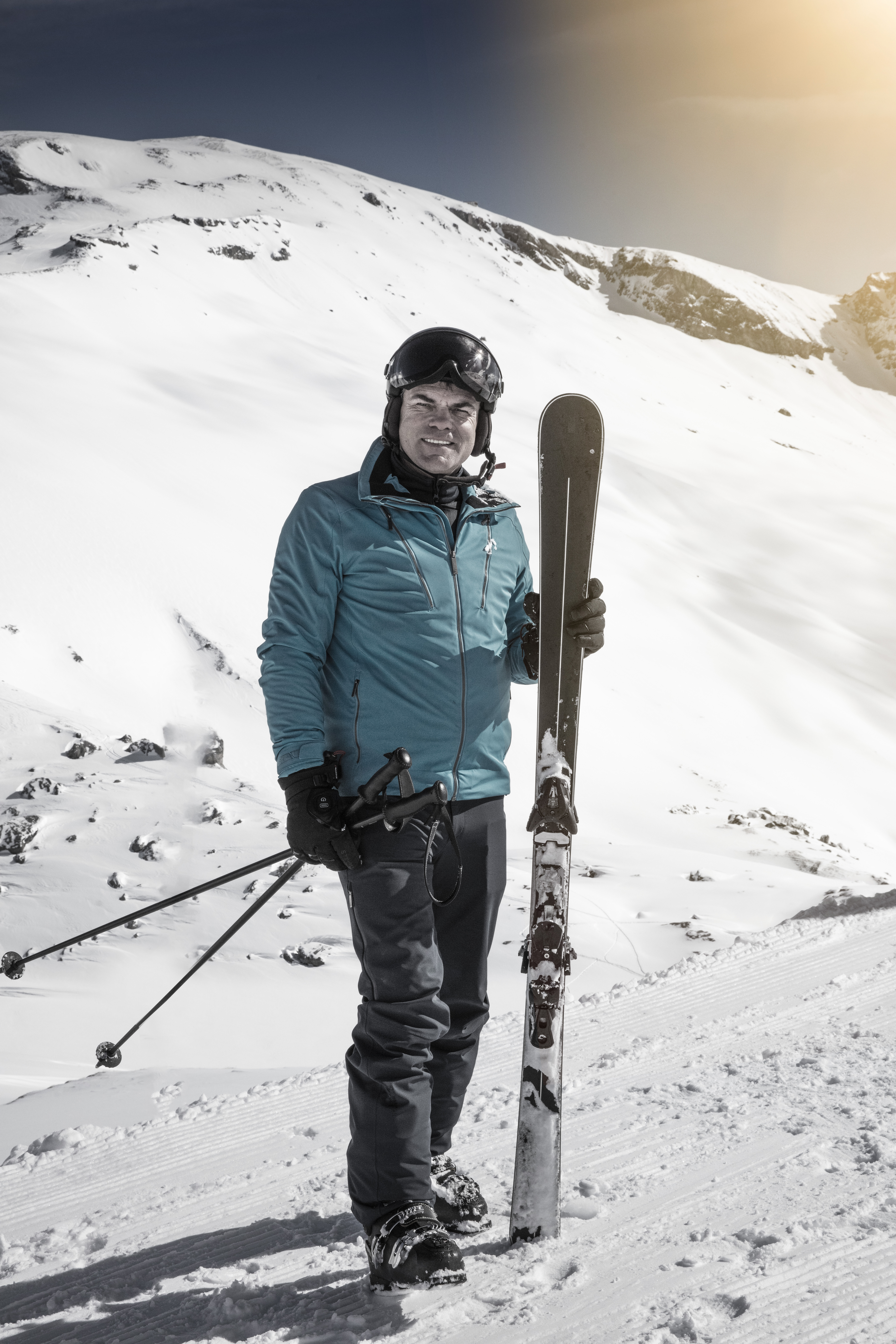
Franco Cavegn
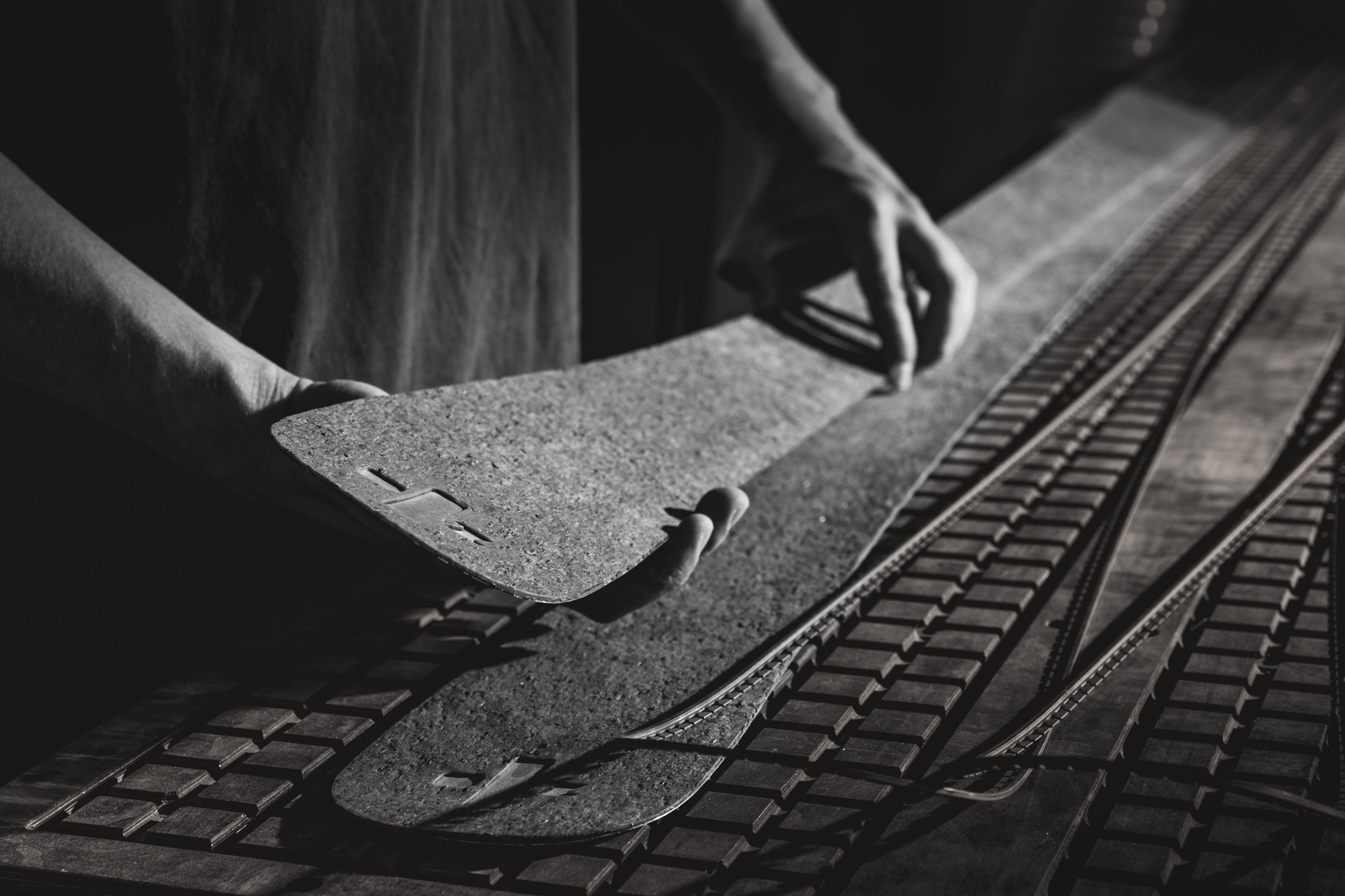
Das zai Atelier in Graubünden

## Produktion
Die Ski werden in einem speziellen Herstellungsverfahren gefertigt. Die Basismodelle «zai stone» und «zai wood» bestehen aus 50 Einzelteilen. Nach dem Pressen und Erhitzen auf rund 110 Grad werden die Ski von Hand fertiggestellt. Der gesamte Herstellungsprozess dauert je nach Modell zwischen 3 und 10 Stunden. Die Jahresproduktion liegt bei rund 700 (Stand 2019).

## Materialien
Je nach Modell werden verschiedene Materialien verwendet:
- Früher wurde Pappel- und Eschenholz verwendet, heute sind es einheimisches Nussbaum- und Eichenholz für die Oberfläche und kanadisches Zedernholz für den Kern.
- Porphyr-Gneis aus Andeer, Biasca und dem Calancatal.
- Verbundstoff aus Carbonfasern «Zaiìra»
- Kunststofffaser Dyneema
- Carbonfaserlaminat, mit dem der Steinkern des «Spada» umhüllt wird
- UD-Carbonfaser
- vulkanisierter Naturkautschuk für die Oberfläche
- Stahl für Unterkanten, rostfreier Edelstahl für Oberkanten sowie Intarsien

Jeder Zai-Ski ist mit einem Nanohighspeed-Rennbelag ausgestattet.

## Zubehör
Zai bietet auch Skistöcke, Helme, Bindungen etc. an, die von Zulieferern (z. B. CP, Tyrolia, Komperdell) nach den Spezifikationen von Zai gefertigt werden.

## Zai-Modelle (Auswahl)

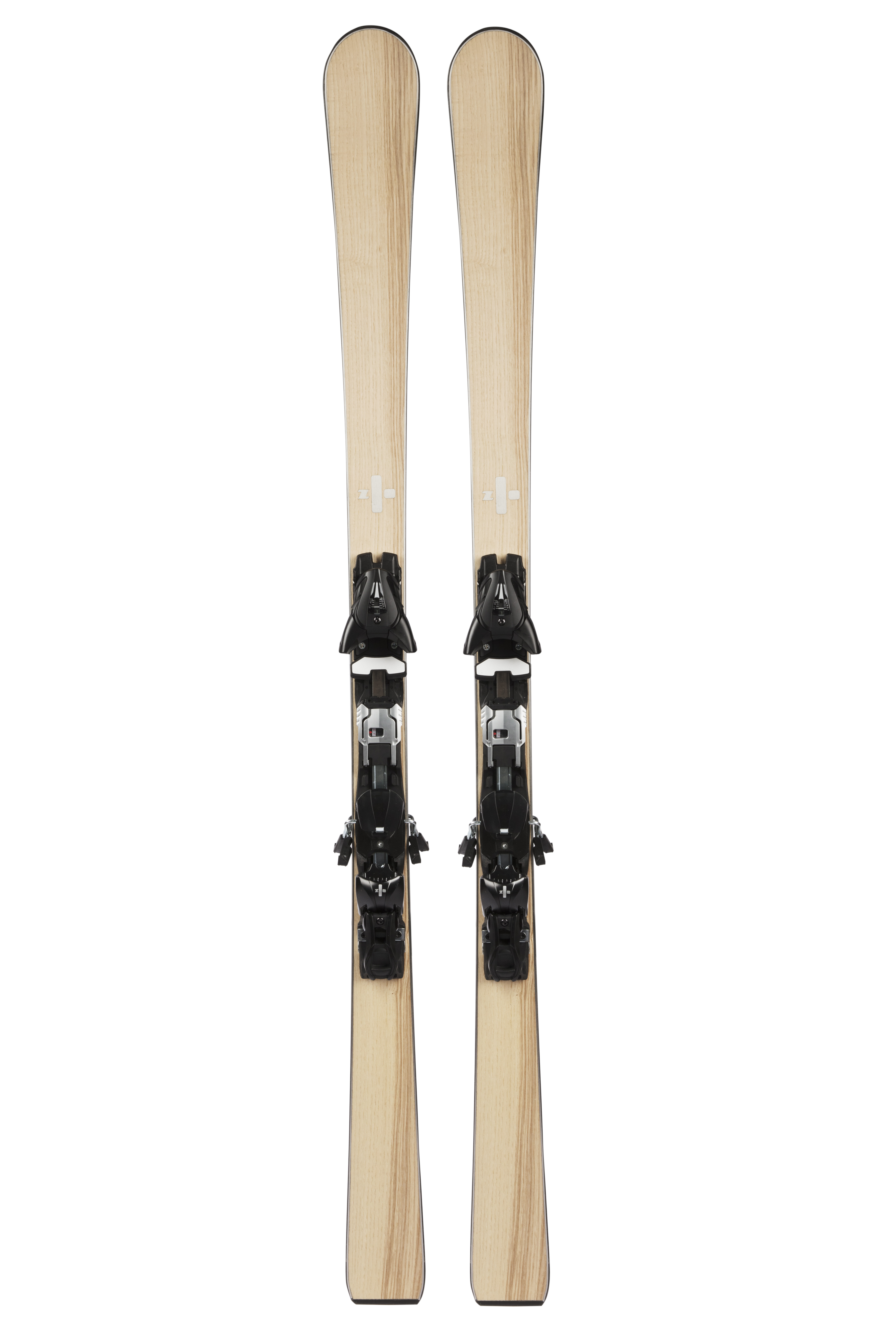
zai wood mit Oberfläche aus handgefertigtem Eschenfurnier
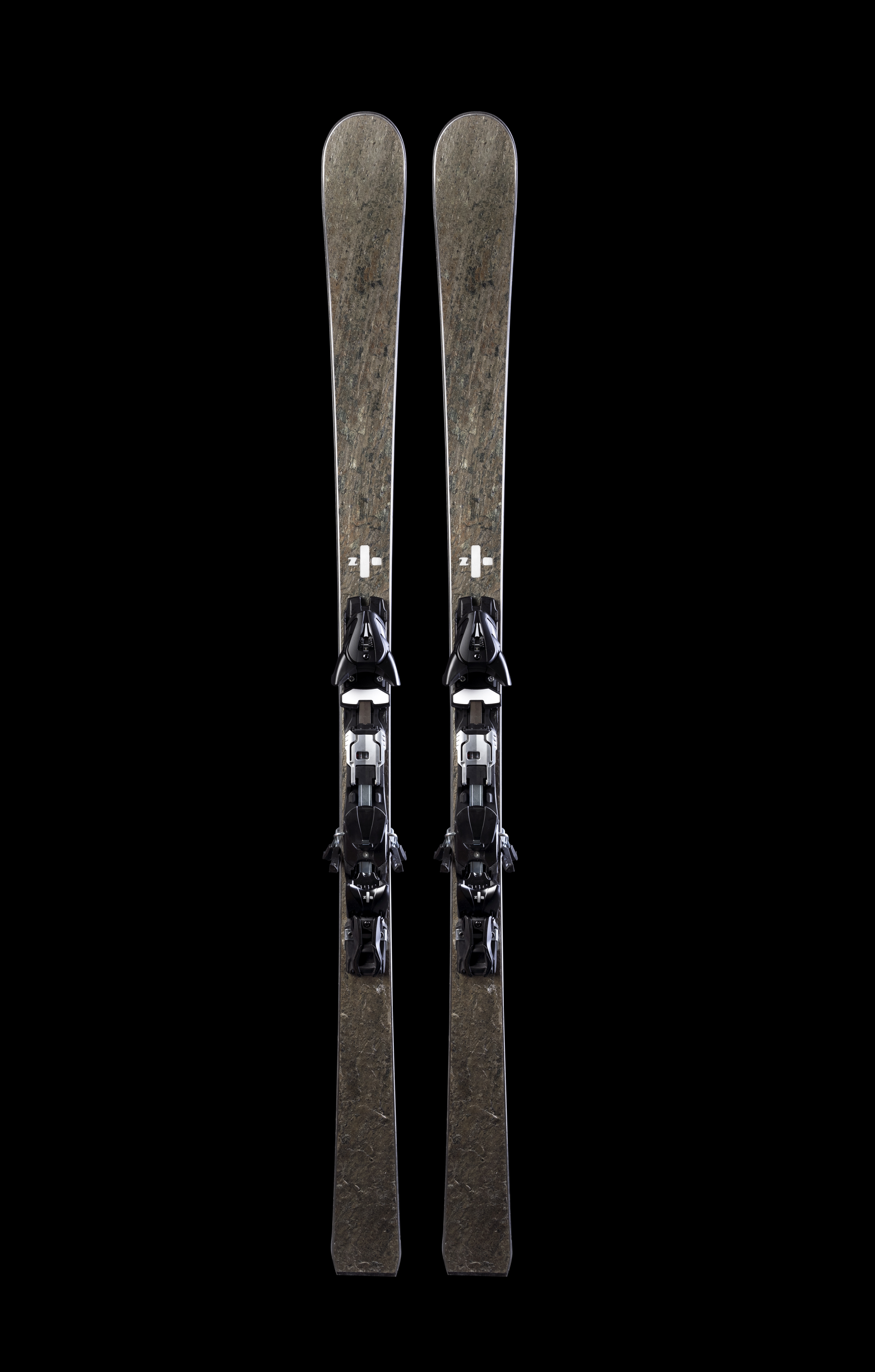
zai stone: der weltweit einzige Ski mit dem Obergurt aus Stein
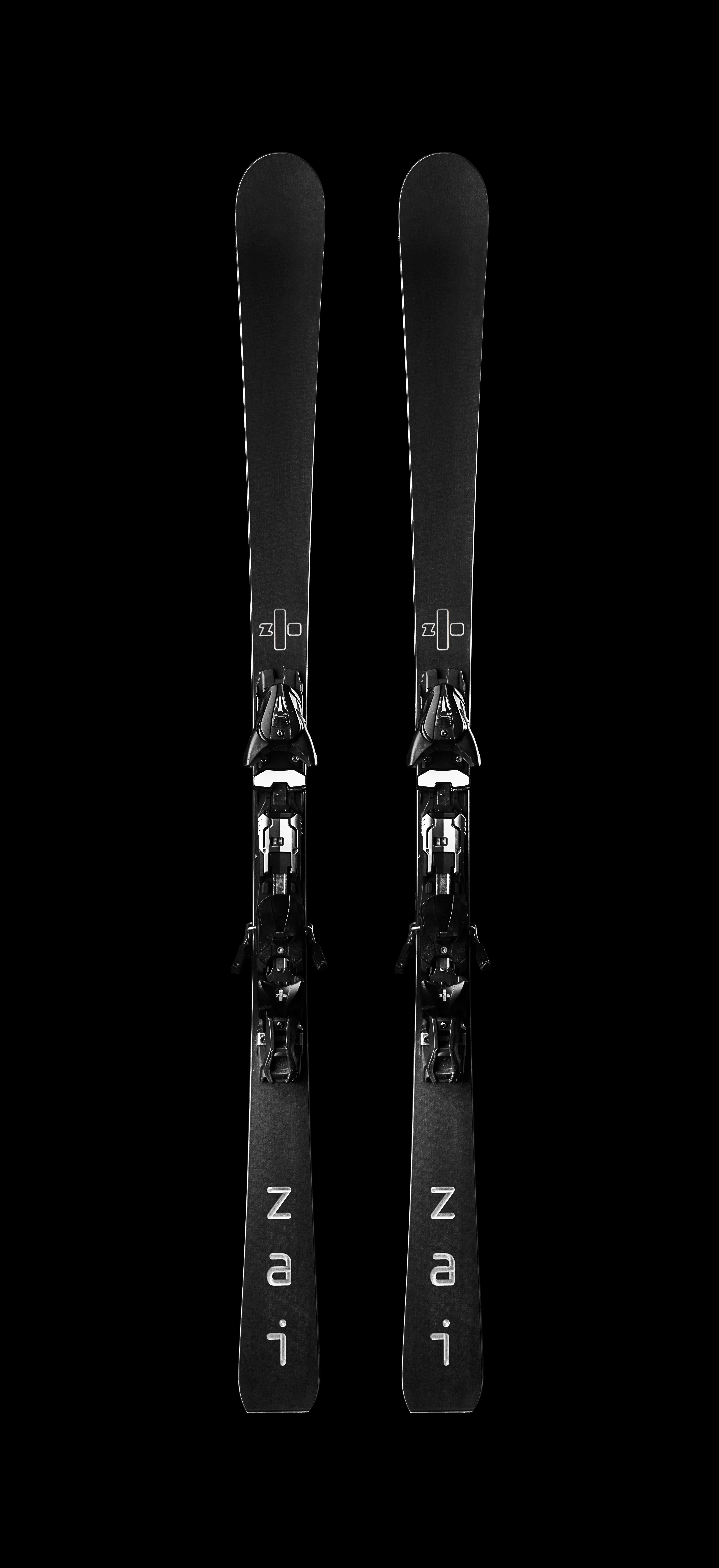
Das Einsteigermodell zai disruptor mit der Oberfläche aus Kautschuk